# Quraysh (sura)

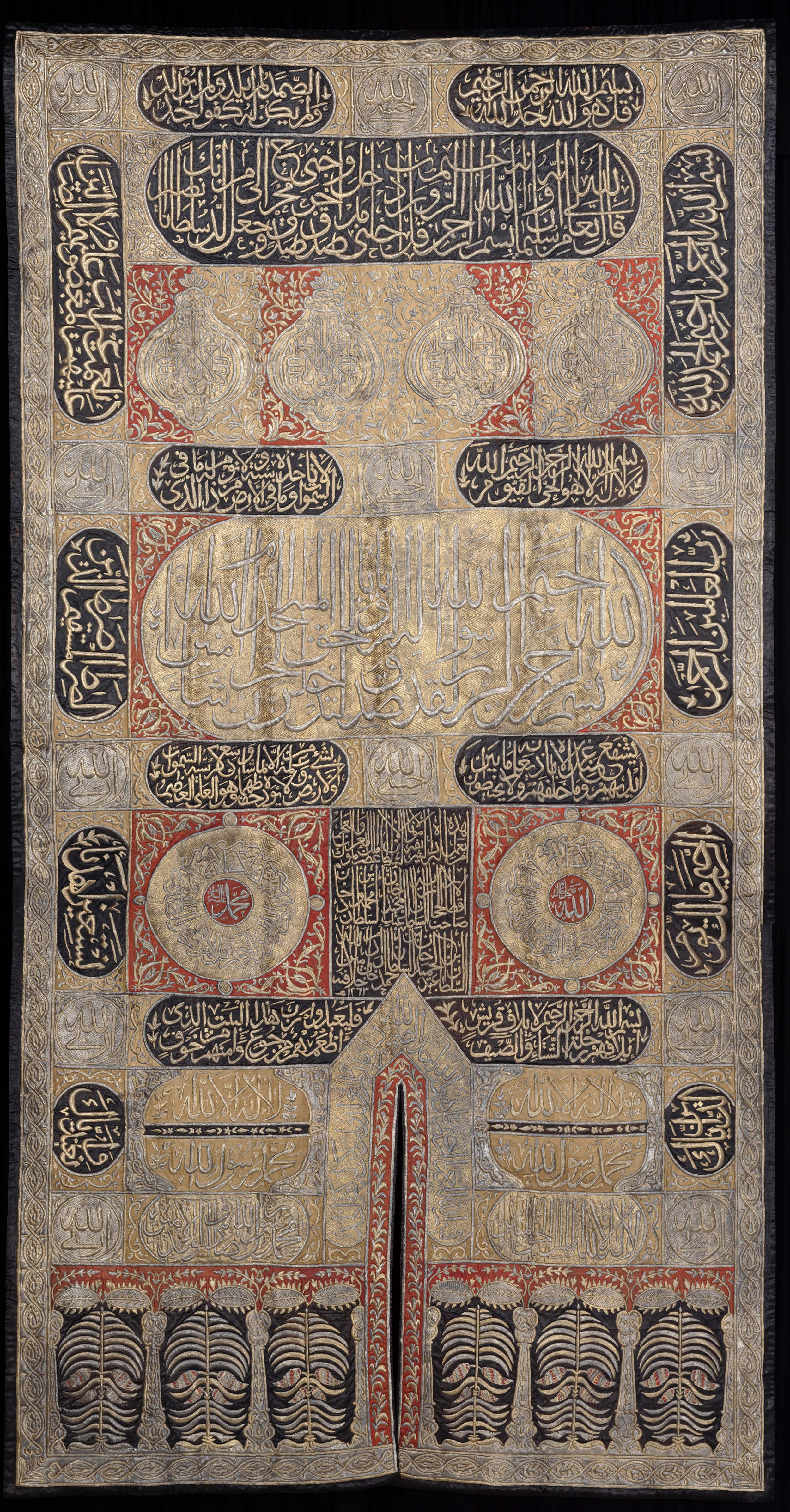
Sura Quraysh kan ses i mitten av denna gardin till Kabas dörr från mitten av 1800-talet.

Quraysh (arabiska: سورة قريش) är den etthundrasjätte suran (kapitlet) i Koranen med 4 ayat (verser). Den skall ha uppenbarat sig för profeten Muhammed under hans tid i Mekka.
Nedan följer surans verser i översättning från arabiska till svenska av Mohammed Knut Bernström. Översättningen har erhållit officiellt godkännande från det anrika al-Azhar-universitetets islamiska forskningsinstitution.

## Quraysh
I Guds, den Nåderikes, den Barmhärtiges namn!
1. SÅ ATT Quraysh kunde förbli enade och trygga,
2. enade och trygga vad gäller såväl deras vinter- som deras sommarfärder.
3. Därför skall de tillbe Herren till denna Helgedom,
4. som har gett dem föda när hungersnöden hotade och trygghet när fruktan hade fått makt över deras [sinnen].